# Otto Marx (Maler)
Otto Marx (* 15. August 1887 in Düsseldorf; † 25. Februar 1963 in Marienbaum-Vynen, Kreis Moers) war ein deutscher Landschaftsmaler der Düsseldorfer Schule.

## Leben
Marx wurde als Sohn eines Düsseldorfer Gastwirts, der sich der Sonntagsmalerei widmete, geboren. Nach dem Besuch des Gymnasiums schrieb er sich an der Kunstakademie Düsseldorf für das Fach Malerei ein und wurde Schüler des Landschaftsmalers Eugen Dücker. Im Schülerkreis Dückers wurde er mit dem Niederrhein bekannt. Nach ausgedehnten Studienaufenthalten in Paris und Reisen nach Italien, die er mit Friedhelm Haniel unternommen hatte, sowie Touren nach Belgien und in die Niederlande profilierte er sich als „Niederrheinmaler“. Er wurde Mitglied der Rheinischen Sezession. Mitte der 1920er Jahre schloss sich Marx mit den Malern Lorenz Bösken, Fritz Burmann, Theo Champion, Adolf de Haer, Curt Lahs und Wilhelm Schmurr sowie den Bildhauern Arno Breker und Josef Daniel Sommer in Düsseldorf zur „Ausstellungsgemeinschaft Oststraße 108“ zusammen.
Marx war verheiratet mit der Figuren- und Landschaftsmalerin sowie Kunstgewerblerin Margarethe Marx-Kruse. Am 23. September 1940 heiratete er in zweiter Ehe die Krankenschwester und Textilkünstlerin Lotte Irene Colsman (1907–1996), eine Tochter des Langenberger Fabrikanten Johannes Colsman (1868–1922) aus dessen Ehe mit Sophie Amalie Laura Elisabeth „Lili“ Colsman (1871–1947), einer spätimpressionistischen Malerin. Seine Frau, die er bereits 1928 zu deren Vorbereitung einer Aufnahme an den Kölner Werkschulen kennengelernt hatte, erhielt ihre künstlerische Ausbildung außerdem 1934/1935 bei Johannes Itten an den Höheren Fachschulen für textile Flächenkunst in Krefeld, 1935/1936 bei Oskar Moll in Düsseldorf, an der Kunstgewerbeschule Stuttgart und unter Margarethe Klimt an der Städelschule in Frankfurt am Main. Mit ihr lebte er bis zur Ausbombung 1943, bei der sein Atelier samt einem Großteil seines künstlerischen Werks zerstört wurde, in Düsseldorf.
Am 13. September 1944 wurde Marx zum Militär eingezogen. Als Soldat kämpfte er im Zweiten Weltkrieg in Norwegen. Der Kriegsgefangenschaft entzog er sich, indem er sich bei einem Jugendfreund versteckte. Im August 1945 zog er mit seiner Familie nach Vynen bei Xanten, wo er bis zu seinem Tod lebte. Dort durchstreifte er die Landschaften als Freilichtmaler, betrieb lokalhistorische Forschungen und legte eine paläontologische Sammlung an.

## Werke (Auswahl)
- Kleinstadtmarkt (1914)
- Dicke Luft (1917)
- Vorfrühling (1919)
- Altwasser im Spätherbst (1920)
- Kühe auf dem Damm (1922)
- Hochwasser (1924)
- Altwasser im Frühling bei Rees (1925)
- Spätherbst (1937)
- Kleve (1940)
- Abend bei Xanten (1941)